# الن مویل
الن مویل (انگلیسی: Allan Moyle؛ زادهٔ ۱۹۴۷) کارگردان فیلم، بازیگر و فیلم‌نامه‌نویس اهل کانادا است.
از فیلم‌هایی که وی در آن نقش داشته‌است، می‌توان به ولوم را بالا ببرید، سوابق امپراتور، هار، میدان تایمز و مرد درون آینه: داستان زندگی مایکل جکسون اشاره کرد.